# Ma Chuan
Ma Chuan (čínsky pchin-jinem Mǎ Huān, znaky zjednodušené 马欢, tradiční 馬歡; kolem 1380? – kolem 1460?) byl čínský muslim, účastník několika plaveb čínského loďstva pod velením Čeng Chea do jihovýchodní Asie a Indického oceánu. Podle zápisků z cest napsal knihu, která je základním zdrojem informací o těchto plavbách.

## Život
Ma Chuan pocházel z okresu Kchuaj-ťi (会稽, 会稽) nedaleko Šao-singu v provincii Če-ťiang. Patrně se nenarodil v muslimské rodině, ale přestoupil na islám v mládí.
Přes chudý původ získal dobré vzdělání, stal se známým znalcem arabského a snad i perského jazyka. Roku 1412 byl jmenován překladatelem v loďstvu Čeng Chea, které se připravovalo na čtvrtou plavbu do Indického oceánu, která oproti dosavadním neměla končit v jižní Indii, ale navštívit i arabská a perská města.

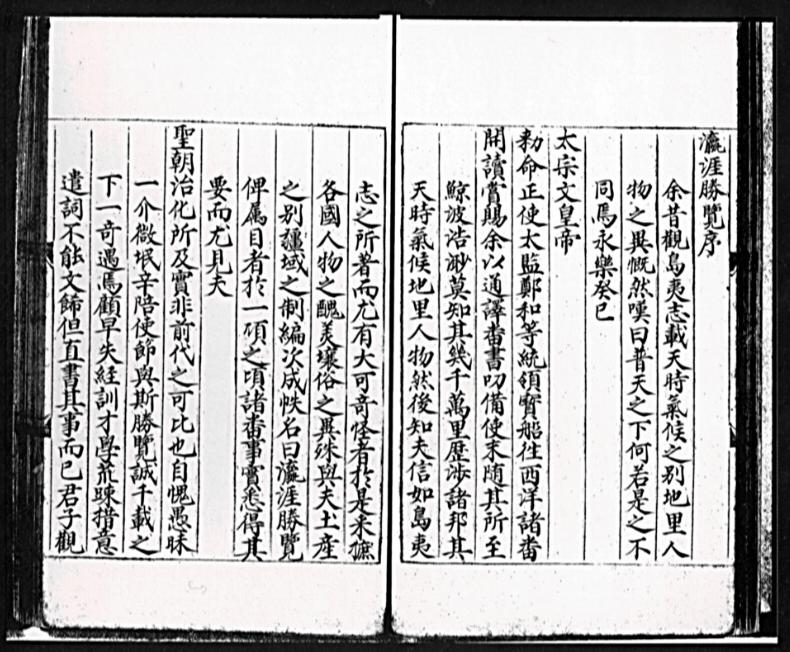
Strana z Ma Chuanovy knihy Jing-ja šeng-lan

Ma Chuan se jako překladatel účastnil čtvrté, šesté a sedmé plavby Čeng Chea. Jeho kniha Všestranný přehled bezbřehého oceánu (čínsky v českém přepisu Jing-ja šeng-lan, pchin-jinem Yíngyá shènglǎn, znaky 瀛涯胜览, doslova „Nejlepší přehled břehů oceánu“) je nejvýznamnějším dochovaným pramenem informací o čínských plavbách do Indického oceánu. Práci na knize začal roku 1415, po návratu ze čtvrté výpravy. Při psaní spolupracoval s přítelem a spolucestovatelem Kuo Čchung-lim. První verzi knihy dokončili roku 1416. Poté ji doplňoval novým materiálem. Po sedmé výpravě, kdy se Ma Chuan plavil v eskadře Chung Paa, která navštívila Bengálsko, knihu rozšířil o vyprávění o cestě do Mekky, kam ho podle jeho tvrzení s šesti dalšími čínskými muslimy poslal Chung Pao. Společně s Kuo Čchung-lim pokračoval v práci na knize a publikoval ji až roku 1451.
Dva další účastníci výprav, Fej Sin a Kung Čen také sepsali zprávy o plavbách, ale často se opírají o Ma Chuanovu práci, občas ji doslovně opisují.
Ma Chuanova kniha posloužila, s knihami jeho dvou kolegů, jako zdroj faktických informací i pro román Luo Mao-tenga Plavby eunucha San-pao do Západního oceánu (1597). Čerpali z ní zřejmě i historikové sestavující oficiální dějiny říše Ming – Ming-š’, publikované roku 1739.